# アグスティン・ピチョット
アグスティン・ピチョット（Agustín Pichot、1974年8月22日 - ）は、アルゼンチンの元ラグビー選手、ワールドラグビー副会長。

## プロフィール
- ブエノスアイレス出身。
- 父親のエンリケ・アルベルト・ピチョットは会計士であり、CAサン・イシドロ（CASI）のコーチであった[1]。
- ポジションはスクラムハーフ(SH)。
- ブルネル大学にてMBAを取得している[2]。
- 身長 175cm、体重 78kg。

## 来歴
1992年に地元のCASIでシニアデビュー。
1997年にイングランドへ渡り、リッチモンドFCに移籍。
1999年、プレミアシップのブリストルに移籍。
2003年、フランスの強豪スタッド・フランセ・パリへ移籍。移籍1シーズン目よりトップ14優勝、2004/05シーズンにはハイネケンカップ準優勝に貢献した。
2007年、ラシン・メトロ92へ移籍。

### アルゼンチン代表
1995年にアルゼンチン代表初キャップを獲得。
同年より4大会連続でワールドカップに出場。2007年大会では主将を務め、第3位に貢献する。